# JavaCC
JavaCC (Java Compiler Compiler) es un generador de  analizadores sintácticos de código abierto para el lenguaje de programación Java. JavaCC es similar a Yacc en que genera un parser para una gramática presentada en notación BNF, con la diferencia de que la salida es en código Java. A diferencia de Yacc, JavaCC genera analizadores descendentes (top-down), lo que lo limita a la clase de gramáticas LL(K) (en particular, la recursión desde izquierda no se puede usar). El constructor de árboles que lo acompaña, JJTree, construye árboles de abajo arriba (bottom-up).
JavaCC está licenciado bajo una licencia BSD.
En 1996, Sun Microsystems liberó un parser llamado Jack. Los desarrolladores responsables de Jack crearon su propia compañía llamada Metamata y cambiaron el nombre Jack a JavaCC. Metamata se convirtió en WebGain. Después de que WebGain finalizara sus operaciones, JavaCC se trasladó a su ubicación actual.